# La Grande Entourloupe
 (février 2024).
Si vous disposez d'ouvrages ou d'articles de référence ou si vous connaissez des sites web de qualité traitant du thème abordé ici, merci de compléter l'article en donnant les références utiles à sa vérifiabilité et en les liant à la section « Notes et références ».
La Grande Entourloupe est un recueil de nouvelles pour adultes de l'écrivain britannique Roald Dahl, publié en 1974. Quatre histoires, publiées à l'origine dans Playboy entre 1965 et 1974,, sont rassemblées. Elles sont liées par le thème du viol par tromperie : dans chacune d'entre elles, un acte majeur de ruse, de cruauté ou d'hédonisme sous-tend la sexualité.
Le livre se distingue par l'introduction du personnage de l'oncle Oswald, un riche dilettante qui n'a d'autres occupations que ses loisirs et la recherche de plaisir charnel qui joue le rôle principal dans la première et la dernière histoire (Il apparaîtra plus tard dans le roman pour adultes de Dahl, Mon oncle Oswald). Oswald est un personnage masculin imaginaire décrit comme « le plus grand fornicateur de tous les temps », dont les aventures sont racontées par un neveu qui hérite de ses journaux intimes et décide de les éditer en vue de leur publication. Bien que les histoires de Switch Bitch soient sombres et cyniques, les récits d'Oswald sont également humoristiques et satiriques, ressemblant à des anecdotes comiques crues.

## Nouvelles du recueil

### Le Visiteur
Oswald Hendryks Cornelius est bloqué sur la route du Caire à Jerusalem lorsqu'un homme d'affaires syrien le ramasse sur le bord de la route et lui offre une chambre pour la nuit dans son manoir du désert. Oswald y rencontre la femme et la fille de l'homme, toutes deux extrêmement belles. Une liaison a lieu à minuit et Oswald se demande avec qui il a passé la nuit, lorsque l'homme d'affaires lui révèle une nouvelle information qui pourrait lui être fatale.

### La Grande entourloupe
Lors d'une fête de quartier, deux banlieusards de la classe moyenne mettent au point une ruse qui permet à chacun de coucher avec la femme de l'autre, sans que celle-ci ne se rende compte de la supercherie. Ils apprennent leurs techniques sexuelles respectives au préalable, et l'un d'eux reçoit un réveil brutal le lendemain matin.

### Le dernier acte
Après son veuvage, une femme reprend contact avec l'homme qu'elle a quitté pour son défunt mari il y a des années. L'homme est un gynécologue, récemment séparé, et, à l'insu de la femme, il lui en veut encore d'avoir mis fin à leur relation. Il commence à la séduire et une terrible vengeance s'ensuit.

### Chienne
Oswald Cornelius se lie avec un expert olfactif belge qui prétend avoir découvert un huitième nerf olfactif qui, lorsqu'il est stimulé, libère l'instinct sexuel de l'animal humain et le transforme en mâle en chaleur cherchant à assouvir ses besoins avec la première femelle venue. L'expert met au point un parfum pour stimuler ce nerf, et Oswald décide d'utiliser ce parfum pour compromettre l'actuel président américain lors d'un congrès télévisé.